# Deutsche Meisterschaften im Freiwasserschwimmen 2009
Die Internationalen Deutschen Meisterschaften im Freiwasserschwimmen fanden vom 18. bis 21. Juni 2009 im Bodensee bei Lindau statt und wurden vom Deutschen Schwimm-Verband veranstaltet und vom TSV Lindau von 1850 e.V., Abteilung Schwimmen ausgerichtet. Der Wettkampf diente als Qualifikationswettkampf für die Schwimmweltmeisterschaften 2009 in Rom und die Jugendeuropameisterschaft in Porec (Kroatien).
| Disziplin        | Männer            | Männer         | Männer     | Frauen          | Frauen                         | Frauen     |
| Disziplin        | Name              | Verein         | Zeit       | Name            | Verein                         | Zeit       |
| ---------------- | ----------------- | -------------- | ---------- | --------------- | ------------------------------ | ---------- |
| 5 km Freiwasser  | Thomas Lurz       | SV Würzburg 05 | 0:54:40,96 | Nadine Pastor   | SG EWR Rheinhessen-Mainz       | 1:00:21,81 |
| 10 km Freiwasser | Thomas Lurz       | SV Würzburg 05 | 1:57:37,24 | Angela Maurer   | SSV Undine 08 Mainz            | 2:01:31,43 |
| 25 km Freiwasser | Benjamin Konschak | SGR Karlsruhe  | 3:11:02,65 | Stefanie Biller | SG Schwabmünchen-Nördlingen 06 | 3:12:22,18 |

## Randnotizen
Der Wettkampf über 25 km wurden nach 15 km abgebrochen und der Stand zu diesem Zeitpunkt wurde als Rennergebnis gewertet.